# Szvobodniji járás
A Szvobodniji járás (oroszul Свободненский райо́н) Oroszország egyik járása az Amuri területen. Székhelye Szvobodnij.

## Népesség
- 1989-ben 16 879 lakosa volt.
- 2002-ben 14 568 lakosa volt.
- 2010-ben 14 315 lakosa volt.